# Mimastroides
Mimastroides es un género de insecto coleóptero de la familia Chrysomelidae.

## Especies
Las especies de este género son:
- Mimastroides jacobyi Bechyne, 1957
- Mimastroides madagascariensis Jacoby, 1892